# Западна Фландрија
Западна Фландрија је покрајина у фламанском региону, једном од три Белгијска региона. Граничи се са Холандијом, покрајном Источна Фландрија, валонском провинцијом Ено, Француском и излази на Северно море. Главни град је Бриж, а други важни градови су Кортрајк на југу и Остенде на мору. Регија обухвата 3,125 кm² и подељена је у осам административна дистрикта, који садрже 64 општина.
Белгијска обала, важна туристичка дестинација у Белгији, налази се у Западној Фландрији. 

## Географија
Западна Фландрија се састоји од обале на Северном мору иза које се простире равница. Само неколико мањих брда се налази на југу а највиши врх има висину од 159 метара. Западна Фландрија је једина провинција која се граничи са Француском и Холандијом.

## Индустрија
На северу је концентрисана индустрија у и око градова Бриж и Остенде. Оба града имају важне луке. Југ је познат по својој текстилној индустрији, а област око Кортрајка се назива „белгијски Далас” због фирми које се тамо налазе.
Туризам је значајан део привреде. Поред обале значајна туристичка места су центар Брижа, Фландријска поља и Ипс - важно бојно поље из Првог светског рата.